# Kinyeti
De Kinyeti is met 3187 meter hoogte de hoogste berg van Zuid-Soedan. De berg ligt in het zuiden van het land in de buurt van de grens met Oeganda. De Kinyeti maakt deel uit van het Imatonggebergte dat zich over Zuid-Soedan en Noord-Oeganda uitstrekt.